# Baza topologije
Baza topologije je pojam iz topologije. 
Baza neke topologije na X je porodica podskupova ℬ od X ako vrijedi sljedeće:
1. Neki član porodice ℬ sadrži svaku točku {\displaystyle x\in X}, odnosno kaže se da ℬ pokriva X,
2. Vrijedi li {\displaystyle x\in B_{1}\cap B_{2}} za neke {\displaystyle B_{1},B_{2}\in } ℬ

tada 
{\displaystyle \exists B_{3}\in }  ℬ    tako da je
{\displaystyle x\in B_{3}\subseteq B_{1}\cap B_{2}}, odnosno presjek dvaju članova predstavlja uniju nekih članova baze
Kada baza ℬ generira topologiju 𝒯, onda se ta topologija sastoji od prazna skupa i svih proizvoljnih članova unije članova od ℬ
Vrijedi li da 
{\displaystyle \forall x\in U}
{\displaystyle \exists B\in } ℬ
za koji vrijedi 
{\displaystyle x\in B\subseteq U}
onda skup U 
{\displaystyle U\subseteq X}
nazivamo otvorenim skupom.